# 39a edició dels Premis Sant Jordi de Cinematografia
La 39a edició dels Premis Sant Jordi de Cinematografia va tenir lloc el 8 de maig de 1995 a l'Hotel Juan Carlos I de Barcelona amb una gala presentada per Jordi Estadella. Els guanyadors es van fer públics a finals de gener. El 25 de maig la 2 va realitzar un programa especial amb declaracions exclusives d'alguns dels premiats com José Luis Garci, Kenneth Branagh, Imanol Uribe, Nanni Moretti, Willem Dafoe i Sílvia Munt.

## Premis Sant Jordi

### Premis competitius
| Categoria                              | Premiat             | Labor premiada                                      |
| -------------------------------------- | ------------------- | --------------------------------------------------- |
| Millor pel·lícula espanyola            | Días contados       | Pel·lícula                                          |
| Millor actor en pel·lícula espanyola   | Juanjo Puigcorbé    | Mi hermano del alma Todos los hombres sois iguales. |
| Millor actriu en pel·lícula espanyola  | Sílvia Munt         | La pasión turca                                     |
| Millor ópera prima                     | Mi hermano del alma | Mariano Barroso                                     |
| Millor pel·lícula estrangera           | Caro diario         | Pel·lícula                                          |
| Millor actor en pel·lícula estrangera  | Willem Dafoe        | Possibilitat d'escapar                              |
| Millor actriu en pel·lícula estrangera | Crissy Rock         | Ladybird, Ladybird                                  |

### Premis honorífics
| Categoria                           | Premiat                | Labor premiada             |
| ----------------------------------- | ---------------------- | -------------------------- |
| Premi a la trajectòria professional | Antoni Llorens i Olivé | Propietari de Lauren Films |

## Roses de Sant Jordi
Una vegada més es van lliurar les dues roses de Sant Jordi, premis concedits per votació popular entre els oïdors de Ràdio 4 que recompensen a les que el públic considera millors pel·lícules nacional i estrangera.
| Categoria                    | Premiat                |
| ---------------------------- | ---------------------- |
| Millor pel·lícula espanyola  | Canción de cuna        |
| Millor pel·lícula estrangera | Molt soroll per no res |